# Atherigona santimensis
Atherigona santimensis är en tvåvingeart som beskrevs av Shinonaga och Huang 2007. Atherigona santimensis ingår i släktet Atherigona och familjen husflugor.
Artens utbredningsområde är Taiwan. Inga underarter finns listade i Catalogue of Life.